# Metro v Saratově
Metro v Saratově bylo plánováno na konci 80. let 20. století, neboť město se již v počtu svých obyvatel blížilo milionu, což byla důležitá hranice pro realizaci tohoto druhu dopravy v tehdejším SSSR.
Projekt metra vycházel ze samarského, tj. počítal se zahájením stavby v těch místech, kde jsou vhodnější geologické a hydrogeologické podmínky (dále od řeky). Teprve v pozdějších fázích by podzemní dráha směřovala k centru města. V první etapě mělo metro „obejít“ zdejší Žlutou horu a spojit průmyslové čtvrti s komsomolským sídlištěm v ose ulice Černyševského. Přestože se snažili projektanti prvního úseku jej vést tak, aby nevedl příliš hluboko, i přesto by bylo nutné zajistit odvodňování během stavby, což stavební náklady mohlo neúměrně zvýšit.
Proto se rozhodli zcela změnit vedení prvního úseku; nově tak mělo dojít ke spojení Leninského a Solnečného rajónu, podél ulice 50. výročí Říjnové revoluce k hlavnímu nádraží. To se sice ukázalo jako mnohem reálnější, mezitím však došlo k rozpadu SSSR (1991) a celý projekt tak byl zrušen. Město s pro výstavbu podzemních staveb obtížným geologickým podložím se tak svého metra nedočkalo. V 90. letech se sice objevily různé projekty, včetně například lehkého metra, žádný z nich však vzhledem k špatné finanční situaci nebyl realizován.